# Perilampus ivondroi
Perilampus ivondroi är en stekelart som först beskrevs av Jean Risbec 1952.  Perilampus ivondroi ingår i släktet Perilampus och familjen gropglanssteklar. Inga underarter finns listade i Catalogue of Life.